# Roger Long
Roger Long (1680 – 16 de diciembre de 1770) fue un astrónomo británico, profesor del Pembroke College de la Universidad de Cambridge entre 1733 y 1770.

## Semblanza
Roger Long era hijo de Thomas Long de Croxton, Norfolk. Fue educado en la Norwich School y más tarde admitido en el Pembroke College de Cambridge en 1696/7. Graduado en 1700/1, fue elegido miembro de Pembroke. Se ordenó clérigo en 1716, y fue nombrado Rector de Orton Waterville. Obtuvo los grados de doctor en Teología en 1728, y una maestría de Pembroke en 1733. Entre 1750 y 1770 fue el primer Profesor Lowndeano de Astronomía.
Uno de sus más estrechos colaboradores fue el destacado astrónomo Richard Dunthorne, a quien Long apadrinó a lo largo de su vida, facilitándole el desarrollo de una fructífera carrera nombrándole su ayudante en Cambridge (a pesar de que por carecer de recursos económicos, nunca pudo acceder a una formación académica reglada).
Roger Long es una de las grandes personalidades del siglo XVIII en Cambridge. Al margen de su actividad académica, se dedicó a idear dispositivos hidráulicos en el jardín de su casa, y construyó un "zodiaco" (actualmente considerado como el primer planetario), una esfera hueca que podía alojar treinta personas en su interior, donde se mostraban los movimientos de los planetas y constelaciones. Esta construcción perduró en las tierras de Pembroke hasta 1871.

## Publicaciones
- Yann Rocher (ed.), Globes. Architecture et sciences explorent le monde, Norma/Cité de l'architecture, Paris, 2017, p. 52-55.

- Datos: Q7358545
- Multimedia: Roger Long / Q7358545